# Un desastre és per a sempre
Un desastre és per a sempre (títol original en anglès, Beautiful Wedding) és una pel·lícula de comèdia romàntica estatunidenca del 2024 escrita i dirigida per Roger Kumble. Es basa en la novel·la de 2013 de Jamie McGuire A Beautiful Wedding i serveix com a seqüela de Meravellós desastre (2023). S'ha doblat i subtitulat al català.
La pel·lícula es va estrenar als cinemes amb la distribució de Fathom Events el 24 de gener de 2024. A més, es va estrenar a plataformes digitals a càrrec de Vertical Entertainment el 13 de febrer de 2024.

## Repartiment
- Dylan Sprouse com a Travis Maddox
- Virginia Gardner com a Abby Abernathy
- Austin North com a Shepley Maddox
- Libe Barer com a America
- Rob Estes com a Benny
- Steven Bauer com a Sancho
- Kyle Richards com a Vivian Hayes
- Alex Aiono com a Miguel
- Emmanuel Kabongo com a Buzz
- Declan Laird com a Taylor Maddox
- Trevor Van Uden com a Thomas Maddox
- Jack Hesketh com a Trenton Maddox
- Micky Dartford com a Tyler Maddox
- Neil Bishop com a Parker Hayes